# Złoczów
Złoczów (ukr. Золочів, Zołocziw; jid. ‏זלאָטשעװ‎, Złoczew) – miasto w obwodzie lwowskim Ukrainy, stolica rejonu złoczowskiego. Położony nad rzeką Złoczówka (dopływem Bugu) w paśmie wzgórz Woroniaków i Gołogór; ważna stacja kolejowa na linii Lwów – Tarnopol. W mieście rozwinął się przemysł lekki, spożywczy oraz materiałów budowlanych.
Prywatne miasto szlacheckie lokowane w 1494 roku położone było w XVI wieku w województwie ruskim.

## Przynależność państwowa i administracyjna
Od 1523 do 1772 w województwie ruskim Rzeczypospolitej. Po pierwszym rozbiorze (1772) w granicach imperium Habsburgów, od 1804 Cesarstwo Austrii, w latach 1867–1918 kraj koronny Galicja w składzie Austro-Węgier.
Od 1 listopada 1918 do 27 maja 1919 pod administracją Zachodnioukraińskiej Republiki Ludowej. Przed wieczorem 27 maja 1919 wkroczyły do miasta wojska polskie. Podczas ofensywy czortkowskiej miasto znalazło się ponownie w Zachodnioukraińskiej Republice Ludowej (przez dwa tygodnie drugiej połowy czerwca 1919). Od tego czasu do 15 marca 1923 pod tymczasową administracją Polski, zatwierdzoną przez paryską konferencję pokojową 26 czerwca 1919. Suwerenność Polski nad terytorium Galicji Wschodniej Rada Ambasadorów uznała 15 marca 1923.
Od 15 marca 1923 do 16 sierpnia 1945 miasto powiatowe w województwie tarnopolskim w II Rzeczypospolitej. Po agresji ZSRR na Polskę 17 września 1939 pod okupacją Armii Czerwonej, anektowany przez ZSRR.
Po ataku III Rzeszy na ZSRR od czerwca 1941 do lipca 1944 pod okupacją Wehrmachtu, wcielony do Generalnego Gubernatorstwa w składzie Dystryktu Galicja. Od lipca 1944 do 16 sierpnia 1945 ponownie okupowany przez Armię Czerwoną.
Po konferencji jałtańskiej (4–11 lutego 1945), wyłoniony w konsekwencji jej ustaleń Tymczasowy Rząd Jedności Narodowej podpisał 16 sierpnia 1945 umowę z ZSRR, uznając nieco zmodyfikowaną linię Curzona za wschodnią granicę Polski, w oparciu o porozumienie o granicy zawarte pomiędzy PKWN i rządem ZSRR 27 lipca 1944. W konsekwencji umowy województwo tarnopolskie (w tym Złoczów) włączono do Ukraińskiej Socjalistycznej Republiki Radzieckiej w składzie ZSRR, w której pozostawał do 24 sierpnia 1991.
Od 24 sierpnia 1991 na terytorium niepodległej Ukrainy.

## Historia
Pierwsze wzmianki
- 1180 pod nazwą Radzicze – pod koniec XIII w. stała tam drewniana warownia, spalona w XIV i XV w. podczas najazdu Tatarów krymskich.
- 1442 już jako Złoczów, własność Jana z Sienna.

Kalendarium
- 15 września 1523 – prawa miejskie (król Zygmunt I Stary).
- własność m.in. rodzin Sienieńskich z Sienna, Górków (właścicielem miasta był Andrzej Górka (zm. 1551)[7]), Sobieskich; od 1552 należał do Marka Sobieskiego, dziadka króla Jana, Radziwiłłów od 1740 r., Komarnickich w XIX w.
- Ormianie, którzy w XVI w. osiedlali się w Złoczowie i w regionie, przyczynili się do rozwoju handlu.
- w latach 1634–1636, Jakub Sobieski (ojciec przyszłego króla Jana) ufortyfikował Złoczów, a na miejscu dawnej warowni wybudował zamek, który wzmocnił czterema bastionami, które zdobiły herby: Janina, Gozdawa, Rawicz i Herburt.
- Jakub Sobieski (syn Jana III Sobieskiego) założył w Złoczowie kolegium pijarskie, w którym po 1760 r. wykładał m.in. Onufry Kopczyński, autor pierwszej gramatyki j. polskiego; uczęszczał Ignacy Zaborowski, autor pierwszych polskich tablic logarytmicznych.
- 27 maja 1809 r. – w ramach wojny polsko-austriackiej i marszu spod Zamościa oraz po wejściu do Galicji, płk Piotr Strzyżewski ze swoim oddziałem ruszył na południe na Złoczów, zdobywając miasto bez walki. Prezesem polskiego rządu złoczowskiego mianował Tomasza Dąbskiego, a wiceprezesem Kownackiego.
- w latach 1772–1918 Złoczów wraz z miejscowościami: Zarzecze, Zazule, Folwarki i Woroniaki zamieszkiwały 9473 osoby, według spisu ludności z 1857. Parafia rzymskokatolicka i greckokatolicka loco.
- w 1797 r. miasto strawił pożar. Nowi właściciele, Komarniccy od 1801 r., odrestaurowali zamek na swoją rezydencję, którą w 1834 r. wydzierżawili na koszary. W roku 1872 rząd austriacki nabył zamek od sukcesorów Komarnickich i przeznaczył go na budynek dla sądu i więzienie.
- miasto wróciło do dawnej świetności w drugiej połowie XIX w.
- w 1873 otwarto gimnazjum w Złoczowie.
- pożar w 1903 ponownie zniszczył miasto.
- podczas I wojny światowej, w rejonie miasta, toczyły się walki rosyjsko-austriackie w latach 1914 i 1915 i rosyjsko-niemieckie w 1917 r., w wyniku których m.in. zniszczono zamek Sobieskich.
- w okresie Zachodnioukraińskiej Republiki Ludowej:
  - z początkiem stycznia 1919 przez Okręgową Wojskową Komendę w Złoczowie została zorganizowana Szkoła oficerów piechoty Ukraińskiej Armii Halickiej[8].
  - w nocy z 26 na 27 marca 1919 r. Ukraińcy aresztowali kilkunastu polskich kolejarzy, studentów i uczniów pod rzekomym zarzutem spiskowania wobec nowej władzy ukraińskiej. Podczas dwugodzinnych tortur próbowano wymusić na nich przyznanie się do winy, po czym wydano wyrok śmierci. W ten sposób zamordowano w Złoczowie 28 Polaków, w tym poetę Ludwika Wolskiego, syna poetki Maryli Wolskiej[9].
- 5 czerwca 1919 r. Wojsko Polskie odbiło miasto z rąk Ukraińców.
- 5 lipca 1920 zatwierdzono nazwę polskiego Państwowego Gimnazjum im. Króla Jana Sobieskiego w Złoczowie.
- sierpień 1920 r. walki pod Złoczowem w ramach wojny polsko-bolszewickiej.
- w okresie międzywojennym Złoczów był garnizonem 52 Pułku Piechoty Strzelców Kresowych i 12 Pułku Artylerii Lekkiej z 12 Dywizji Piechoty.
- 29 września 1921 r. w Kaplicy Orląt Złoczewskich, zbudowanej według projektu Wiesława Grzymalskiego na cmentarzu w Złoczowie, złożono ciała 22 Polaków zamordowanych w 1919 r. przez Ukraińców. Uroczystość zgromadziła 40 tys. osób, w tym delegacje z USA i Wielkiej Brytanii[10][11].
- 7 września 1924 do miasta przybył Prezydent Rzeczypospolitej Polskiej Stanisław Wojciechowski, który uczestniczył w uroczystości poświęcenia sztandaru pułkowego[12].
- 13 marca 1928 r. Szczepan Grzeszczyk, polski pilot sportowy, wykonał pierwszy w Polsce lot żaglowy na Łysej Górze koło Złoczowa, na szybowcu CW-I konstrukcji Wacława Czerwińskiego.
- w 1939 r. sformowano tu Batalion ON "Złoczów", wchodzący w skład Tarnopolskiej Półbrygady Obrony Narodowej.
- w latach 1939–1941 miasto okupował Związek Socjalistycznych Republik Radzieckich. Licznych polskich mieszkańców deportowano w głąb ZSRR. Na zamku Sobieskich znajdowało się więzienie NKWD. Trwają starania o umieszczenie na zamku tablicy upamiętniającej Polaków zamordowanych tam w latach 1939–1941[13].
- pod koniec czerwca 1941 roku, po rozpoczęciu niemieckiej inwazji na ZSRR, funkcjonariusze NKWD zamordowali na zamku Sobieskich od 650 do 720 więźniów[14]. Ciała ofiar oprawcy pogrzebali w zbiorowych grobach wykopanych na dziedzińcu wewnętrznym i na terenie sadu[15][16]. W gronie zamordowanych znaleźli się Polacy, Ukraińcy i Żydzi[17][18].

- w latach 1941–1944 miasto znajdowało się pod okupacją niemiecką. W zamku Sobieskich Gestapo urządziło miejsce kaźni. Przy Rynku 26, na posesji rodziny Strasslerów, polscy mieszkańcy wybudowali bunkier, w którym schronienie znalazło 23 Żydów ukrywających się przed Niemcami i Ukraińcami[19]. Po wojnie za pomoc Żydom w Złoczowie Instytut Jad Waszem uhonorował tytułami Sprawiedliwych wśród Narodów Świata następujących Polaków: Wiktorię Głowacz[20], Władysława Sajdaka oraz jego synów Adama i Tadeusza[21], Aleksandra Lewickiego, jego córkę Katarzynę Lewicką i wnuczkę Jarosławę Lewicką[22].

- 4 lipca 1941 miał miejsce pogrom w Złoczowie. Nacjonaliści ukraińscy, wspólnie z Niemcami, wymordowali ok. 500 zamieszkujących Złoczów Żydów[23]. Pozostałych, z miasta i okolic, hitlerowcy zamknęli w getcie, skąd 5,2 tys. osób wywieziono do obozu zagłady w Bełżcu w sierpniu-listopadzie 1942 r., a ok. 5 tys. wymordowano podczas likwidacji getta w 1943[24].
- w latach 1943–1945 nacjonaliści ukraińscy z OUN-UPA zamordowali tutaj w różnych okolicznościach 12 Polaków[25].
- w latach 1945–1991 miasto w Ukraińskiej Socjalistycznej Republice Radzieckiej.
- od 1991 Złoczów znajduje się w granicach niepodległej Ukrainy. Słynie z przemysłu lekkiego, spożywczego, materiałów budowlanych oraz z zakładów sprzętu radiowego.
- W 1992 r. staraniem miejscowej społeczności polskiej odbudowano Kaplicę Orląt Złoczowskich, ale bez tablic i dedykacji[26].
- W 1994 r. we wsi Czerwone k. Złoczowa otwarto cmentarz żołnierzy 14 Dywizji SS "Galizien"[27].

W Złoczowie działa oddział Towarzystwa Kultury Polskiej Ziemi Lwowskiej im. ks. bpa Jana Cieńskiego.

## Zabytki i pomniki
- zamek Sobieskich, z XVI wieku, obecnie własność Lwowskiej Galerii Sztuki.
- figura św. Jana obok zamku, ustawiona w miejscu, w którym król Jan III nakazał stracić zbuntowanych osadników z Woroniaków.
- cerkiew unicka pw. św. Mikołaja, najstarsza świątynia w mieście, konsekrowana w XVI wieku.
- dawny kościół parafialny oo. bernardynów, wzniesiony w latach 1624–1626; od XIX w. cerkiew unicka pw. Zmartwychwstania.
- dawny kościół oo. pijarów pw. Wniebowzięcia NMP[29] z 1730 r., ufundowany przez królewicza Jakuba Sobieskiego, zamieniony przez Austriaków na magazyn wojskowy w 1785 r., oddany wiernym  i powtórnie konsekrowany w 1839 r.,  jeden z nielicznych kościołów w Małopolsce Wschodniej nieprzerwanie czynnych w czasach sowieckich[30]. Przez 54 lata posługę sprawował w nim ks. Jan Cieński[31]. W 2021 r. do kościoła w Złoczowie powrócili po 237 latach pijarzy. W posłudze duszpasterskiej pomagają siostry ze zgromadzeń Służebnic Najświętszego Serca Jezusowego (sercanki) oraz Córek Bożej Miłości[32].
- synagoga wybudowana przez Jakuba Ludwika Sobieskiego w 1724 roku.
- dawny szpital dla ubogich z kaplicą pw. św. Łazarza. Obecnie (2007 r.) w gestii Lwowskiej Galerii Sztuki, czeka na remont[33].
- Kaplica Poległych Bohaterów (także zwana Kaplicą Orląt Złoczowskich) na miejscowym cmentarzu. W kaplicy spoczywają zwłoki 22 oficerów i żołnierzy polskich, torturowanych i zamordowanych przez Ukraińców w Złoczowie w czasie walk polsko-ukraińskich w latach 1918–1920. Kaplica została poświęcona 21 września 1921 po ekshumacji zwłok poległych, którzy zostali pochowani pierwotnie w zbiorowej mogile na miejscowym cmentarzu. Uroczystości poświęcenia kaplicy zgromadziły ok. 40 000 osób w tym senatorów USA i Wielkiej Brytanii. W okresie Ukraińskiej SRR w kaplicy znajdował się magazyn narzędzi i składowisko śmieci. W 1992 miejscowe Towarzystwo Kultury Polskiej Ziemi Złoczowskiej przy późniejszym wsparciu Fundacji Pomoc Polakom na Wschodzie przystąpiło do odnowy obiektu, który był w ruinie: zawalony dach, drzewa rosnące na murach. Po renowacji na pierwszym piętrze znajduje się mauzoleum, a na drugim kaplica.
- Klasztor św. Krzyża św. Damiana Zakonu Braci Mniejszych KKOBU.
- pomnik Markijana Szaszkewycza.
- pomnik Wiaczesława Czornowiła[34].

## Sport
W czasach II RP siedzibę miał tu klub piłkarski Janina Złoczów.

## Ludzie związani z miastem
- Stanisław Angerman – polski prawnik, urzędnik konsularny.
- Franciszek Bieniasz – polski geolog i nauczyciel gimnazjalny, który w latach 1888–1890 pracował tutaj[35][36].
- Jan Bogusz – wójt dziedziczny w Złoczowie[37].
- Jan Buras – polski duchowny katolicki, proboszcz tutejszej parafii w latach 1995–2003.
- Tadeusz Brzeziński – polski dyplomata.
- Jan Cieński – polski ksiądz katolicki, od 1967 jedyny (tajny) biskup katolicki na Kresach Wschodnich.
- Michał Czacki – marszałek szlachty wołyńskiej, spiskowiec, powstaniec listopadowy, urodzony w Złoczowie.
- Józef Czernecki – nauczyciel.
- Włodzimierz Demetrykiewicz – polski archeolog, profesor Uniwersytetu Jagiellońskiego.
- Tomasz Garlicki – polski nauczyciel, długoletni dyrektor miejscowego gimnazjum[38].
- Feliks Giela – polski aptekarz, burmistrz Sanoka.
- Roald Hoffmann – amerykański chemik, laureat nagrody Nobla, ponadto pisarz i poeta, profesor literatury.
- Tadeusz Hupałowski – polski dowódca wojskowy, generał, działacz państwowy, prezes NIK.
- Salomon Igel – polski filozof i psycholog.
- Naftali Herc Imber – autor słów hymnu Izraela.
- Marian Iwańciów – polski malarz, grafik, pedagog.
- Jerzy Kołaczkowski – polski dyrygent, kompozytor.
- Friedrich Körber – austriacki prawnik, honorowy obywatel Złoczowa[39].
- Władysław Krzyczyński – polski nauczyciel, dyrektor miejscowego gimnazjum[40].
- Franciszek Mazurkiewicz – polski dowódca wojskowy, kapitan rezerwy piechoty WP, brat płk J. Mazurkiewicza, w powstaniu warszawskim dowódca Batalionu „Miotła”.
- Jan Mazurkiewicz – polski dowódca wojskowy, pułkownik AK, dowódca Zgrupowania „Radosław” w czasie powstania warszawskiego.
- Fryderyk Papée – polski historyk, bibliotekoznawca, dyrektor Biblioteki Jagiellońskiej i profesor Uniwersytetu Jagiellońskiego.
- Stanisław Schaetzel – adwokat, poseł do Sejmu Krajowego Galicji.
- Józef Sebald – polski fotograf.
- Jakub Sobieski – polski magnat, poseł, pamiętnikarz, działacz polityczny, dowódca wojskowy, ojciec króla Polski Jana III Sobieskiego.
- Marek Sobieski – polski magnat, starosta jaworowski i krasnostawski, rotmistrz wojsk koronnych, brat króla Polski Jana III Sobieskiego.
- Stanisław Sobiński – polski pedagog, społecznik, lwowski okręgowy kurator szkolny, zamordowany przez ukraińskich nacjonalistów we Lwowie.
- Kamil Stefko – polski prawnik, spec. prawa procesowego cywilnego, prof. prawa Uniwersytetów: Lwowskiego i Ekonomicznego, członek Komisji Kodyfikacyjnej II RP.
- Wacław Świerzawski – polski duchowny katolicki, biskup sandomierski w latach 1992–2002.
- Jan Thullie – polski dowódca wojskowy, generał dywizji Wojska Polskiego II RP.
- Ignacy Zaborowski – polski pijar, matematyk i geodeta, prof. geometrii, członek Towarzystwa do Ksiąg Elementarnych, autor pierwszych polskich tablic logarytmicznych.
- Ignacy Zborowski – prawnik, prezes Sądu Powiatowego w Złoczowie, poseł do austriackiej Rady Państwa V i VI kadencji, honorowy obywatel miasta Złoczowa.
- Wilhelm Zuckerkandl – galicyjski księgarz, wydawca i bibliofil zasłużony dla kultury polskiej.

## Miasta partnerskie
- Schöningen, Niemcy
- Oława, Polska